# 伊尼亞明加
18°24′55″S 35°01′21″E / 18.41528°S 35.02250°E
伊尼亞明加（葡萄牙語：Inhaminga），是莫桑比克的行政區，位於該國中東部，由索法拉省負責管轄，是謝林戈馬區的首府，海拔高度314米，該地區有採礦活動。